# جون ستوكس باجشو
جون ستوكس باجشو (بالإنجليزية: John Stokes Bagshaw)‏ هو شخصية أعمال أسترالي، ولد في 15 أغسطس 1808، وتوفي في 1888.